# Харланович Анатолій Васильович
Харланович Анатолій Васильович (нар. 12 липня 1936, Кременівка, Веселинівський район, Миколаївська область, УРСР, СРСР — пом. 8 лютого 2008, Вознесенськ, Миколаївська область, Україна) — український поет, член Національної спілки письменників України (1995), лауреат Миколаївської обласної премії імені М. Аркаса (2000).

## Життєпис
Народився 12 липня 1936 року в селі Кременівці Веселинівського району Миколаївської області у родині військовослужбовця. У 1954 році закінчив Веселинівську середню школу, після навчався в Одеській школі морського навчання та Одеському військовому зенітно–артилерійському училищі. У 1966 році закінчив юридичний факультет Одеського державного університету імені І. І. Мечнікова.
З 1972 року мешкав у місті Вознесенську. У 1972—1995 роках працював головним юристом управління сільського господарства і продовольства Вознесенської районної державної адміністрації, а з 1996 року — викладачем-методистом правових дисциплін у Вознесенському коледжі Миколаївського державного аграрного університету.
З 1995 року член Національної спілки письменників України. У 2000 році став лауреатом обласної премії імені Миколи Аркаса в номінації «Розвиток народної художньої творчості».
Помер 8 лютого 2008 року у місті Вознесенськ.

## Творчість
Вперше вірші Анатолія Харлановича були надруковані в 1950 році у веселинівській районній газеті «Зоря», з 1974 року публікувався на сторінках вознесенської районної газети. Згодом з'явилися на сторінках обласної («Південна правда», «Рідне Прибужжя») і республіканської преси, журналу «Вітчизна», часопису «Кур'єр Кривбасу» тощо.
Перша збірка поезій «Осенний подснежник» побачила світ у 1990 році, згодом вийшли книги «Слепая любовь» (1991), «Аритмія» (1993), «Таврійський полин» (1994), «Золоте відлуння» (1998), «Сонце опівночі» (2000), «Рапсодія степу» (2001) та «Сповідь» (2008).
У своїй творчості домінуючими темами були велич природи, український народ і його працьовитість, неодноразово звертався до історії північного Причорномор'я.

## Нагороди
За сумлінну службу і працю був відзначений державними нагородами і почесними грамотами. У 2000 році став лауреатом обласної премії імені Миколи Аркаса в номінації «Розвиток народної художньої творчості».

### Окремі видання
- Осенний подснежник: первая книга стихотворений. — Вознесенск: Вознесен. друк., 1990. — 49 с.
- Слепая любовь: стихи / предисл. Э. Январёва. — Вознесенск: Вознесен. тип., 1991. — 66 с.
- Аритмия: стихи. — Вознесенск: Вознесен. тип., 1993. — 57 с.
- Таврійський полин: вірші / передм. Д. Креміня. — Вознесенськ: Вознесен. друк., [1994]. — 54 с.
- Золоте відлуння: вірші. — Миколаїв: Сімао, 1998. — 64 с.
- Сонце опівночі: книга поезій / передм. Д. Креміня. — Миколаїв: Можливості Кіммерії, 2000. — 80 с.
- Рапсодія степу: кн. поезій / післясл. Л. Вишеславського. — Вознесенськ: Вознесен. друк., 2001. — 81 с.
- Рапсодія степу: кн. поезій. — Миколаїв: Атол, 2002. — 82 с.
- Сповідь: зб. поезій / передм. Д. Креміня. — Миколаїв: Іліон, 2008. — 104 с. — (Південна бібліотека).

### Публікації
- Вірші // Веселка над колискою: кол. зб. вознесенських поетів. — Вознесенськ, 1991. — С. 14–37.
- Вірші // Миколаївський оберіг: поетична антологія. — Миколаїв, 2004. — С. 289—302.
- [Поэзии] // Украина. Русская поэзия, ХХ век. — Киев, 2007. — C. 173.
- [Вірші] // Живлюща сила ємигії: літ. антологія Миколаївщини / гол. ред. В. Шуляр ; уклад. : І. Береза, П. Водяна, В. Марущак [та ін.]. — Миколаїв, 2014. — С. 362—363.

### Переклади
- Вишеславський, Л. Дух Еллади ; В колі друзів: [вірші] / Л. Вишеславський ; пер. з рос. А. Харланович // Южная правда. — 2004. — 21 окт.

### Публіцистика
- Сяйво золотої пекторалі // Радянське Прибужжя. — 1997. — 13 верес. Про Б. М. Мозолевського.
- Сковородинівське коло Вишеславського // Радянське Прибужжя. — 1998. — 6 черв.
- Від епосу до легенди // Радянське Прибужжя. — 1998. — 7 лип. Про Е. І. Январьова.
- Світ і всесвіт // Радянське Прибужжя. — 1998. — 25 лип. Про О. К. Глушка.
- Голубе відлуння «Пекторалі» // Вісті Вознесенщни. — 2003. — 21 серп. Про зб. поезій Д. Д. Креміня.
- Золоте відлуння пекторалі // Вітчизна. — 2004. — № 11/12. — С.146— 149. Про Б. М. Мозолевського.
- Золоте відлуння пекторалі: (спогади про Бориса Мозолевського, археолога, поета, друга) // Краєзнавчий альманах. — 2006. — № 1. — C. 39–43.